# Koning Kaio
Koning Kaio (界王様, Kaiō-sama, let. koning van de wereld) is een fictief figuur uit de mangaserie Dragon Ball.
Koning Kaio is een grootmeester in de vechtkunst en heeft aardse helden getraind zoals Goku en Olibu. North Kai wordt hij ook wel genoemd, doordat hij regeert over het Noordelijke deel van de Melkweg. De South Kai, West Kai en East Kai regeren over de andere delen. Koning Kaio woont samen met zijn aap Bubbles en zijn krekel Gregory op een klein planeetje waar de zwaartekracht tien maal sterker is dan op aarde, waardoor zijn leerlingen heel snel sterker worden. De planeet van koning Kaio ligt aan het einde van de weg van de slang, een pad dat loopt van dicht bij de plaats waar het hiernamaals begint tot de planeet van koning Kaio. Nadat Cell in het gevecht tegen Gohan zichzelf, en daarmee de aarde, dreigde op te blazen, offerde Goku zich op, en teleporteerde hemzelf en Cell naar koning Kaio's planeet. Wat weer resulteerde in de vernietiging van het planeetje, Cell, Goku, koning Kaio, Gregory en Bubbles.